# Ctenognophos aimylusaria
Ctenognophos aimylusaria là một loài bướm đêm trong họ Geometridae.